# بيبه ولد إمهادي
بيبه ولد إمهادي (1967 -) هو صحفي موريتاني بقناة الجزيرة. يغطي حالياً الحرب في سوريا حيث قدم تقارير مميزة من حلب وإدلب والآن من دمشق.  كان قد غطّى الثورة الليبية مع المذيع عبد العظيم محمد والمصوّر علي حسن الجابر الذي قتل هناك. كما غطى حربي العراق وأفغانستان.

## حياته
بيبه ولد امهادي  ولد علي فال مواليد 1967 في بوصطيلة، مقاطعة تمبدغة، حاصل على المتريز في الأدب العربي من جامعة نواكشوط، وشهادة عليا في الصحافة من المغرب. عمل في إذاعة البحر الأبيض المتوسط بطنجة، ثم في الصحافة المكتوبة بالمغرب. التحق بقناة الجزيرة القطرية، وساهم في تغطية الأحداث الدولية والعربية والأفريقية خلال العقدين الماضيين.